# Marie-Dorothée-Sophie d'Oettingen-Oettingen
Marie-Dorothée-Sophie d'Oettingen-Oettingen (* 29 décembre 1639 à Oettingen; † 29 juin 1698 à Nürtingen) est la seconde épouse du duc Eberhard VII de Wurtemberg (1614-1674).

## Biographie
Elle est l'aîné des enfants du comte Joachim-Ernest d'Oettingen-Oettingen (1612-1659) de la branche protestante de la Maison Oettingen et de sa seconde épouse, la comtesse Anne-Dorothée de Hohenlohe-Neuenstein (1621-1643).
Le 20 juillet 1656, elle épouse à Ansbach, à l'âge de seize ans, le duc Eberhard VII (veuf depuis un an d'Anne-Catherine de Salm-Kyrbourg) dont elle est la seconde épouse.
Ils ont les enfants suivants :
- Georges-Frédéric (* 24 septembre 1657; † 18 octobre 1685), tombé à Košice.
- (Fils mort né) (*/† 1659)
- Albert-Christian (* 13 juin 1660; † 20 janvier 1663)
- Louis (* 14 août 1661; † 30 novembre 1698)
- Joachim Ernest (* 28 août 1662; † 16 février 1663)
- Philippe Sigismond (* 6 octobre 1663; † 23 juillet 1669)
- Charles-Ferdinand (* 13 octobre 1667; † 13 juin 1668)
- Jean-Frédéric (* 10 juin 1669; † 15 octobre 1693), est mort après un duel à Herrenberg.
- Sophie-Charlotte (* 22 février 1671; † 19 septembre 1717), mariée avec le duc Jean-Georges II de Saxe-Eisenach (1665-1698)
- Eberhard (*/† 1672)
- Emmanuel-Eberhard (* 11 octobre 1674; † 1er juillet 1675)

Tous ses enfants sont décédés sans enfants.
Son frère cadet, le comte Albert-Ernest Ier d'Oettingen-Oettingen (1642-1683) épouse successivement deux filles du duc Eberhard de son premier mariage: le 7 juin 1665, à Stuttgart, la princesse Christine-Frédérique de Wurtemberg (1644-1674) et le 30 avril 1682 à Oettingen, Eberhardine-Catherine de Wurtemberg (1651-1683).
Après la mort de son mari, elle vit entre 1675 et 1690 dans le Château de Kirchheim. Après le grand incendie de Kirchheim le 3 août 1690, le château de Nürtinger lui est affecté comme douaire.

## Sources
- Joachim Fischer: Marie Dorothée-Sophie. Dans: Sönke Lorenz, Dieter Mertens, Volker Press (Ed.): La Maison De Wurtemberg. Un biographisches Lexikon. Kohlhammer, Stuttgart, 1997,  (ISBN 3-17-013605-4), P 156 f.
- Gerhard Raff: Hie bien Wirtemberg toujours. Tome 2: La Maison de Wurtemberg, par le Duc Frédéric Ier au Duc Eberhard III, Avec les Lignes de Dijon, Montbéliard, Weiltingen, de Neuenstadt am Kocher, Neuenbürg et Olesnica en Silésie. 4. Édition. Landhege, de Schwaigern 2014,  (ISBN 978-3-943066-12-8), P. 403-417.